# 網絡中心戰
網絡中心戰（英語：Network-centric warfare，NCW），現多稱網絡中心行動（network-centric operations，NCO）是一種美國國防部所創的新軍事指導原則，以求化資訊優勢為戰爭優勢。其做法是用極可靠的網絡聯絡在地面上分隔開但資訊充足的部隊，這樣就可以發展新的組織及戰鬥方法。這種網絡容許人們分享更多資訊、合作及情境意識，以致理論上可以令各部一致，指揮更快，行動更有效。這套理論假設：
- 用極可靠的網絡聯繫的部隊更能分享資訊；
- 資訊分享會提升資訊質素及情境意識；
- 分享情境意識容許合作和自發配合，並增強持久力和指揮速度；
- 這些假設大大增加行動的效率。

「網絡使能能力」（NEC）是英國和一些地方用的類似原則。

## 背景與歷史
1996年，海軍上將威廉·歐文斯在他於美國空軍國家安全研究所寫的文章《系統中的新興系統》中提出「系統集成」的概念。威廉·歐文斯描述了一組有助情境意識、目標評估及分散火力分配的情報監偵系統、指揮系統、精準導引彈藥的系統如何略帶偶然地發展出來。
同年，美國參謀長聯席會議發表聯合展望2010（或稱2010聯戰願景），引入軍事概念全譜優勢（或稱全方位主宰），描述美國的軍事能力——無論和平行動或武力行動，都可以資訊優勢主宰戰場。
1998年，網絡中心戰NCW的概念在美國海軍研究所會議錄文集阿瑟·塞布羅夫斯基海軍中將（Vice Admiral Arthur Cebrowski）和約翰·加特斯卡（John Gartska）合著的一篇文章正式公開。
其後嘉契卡和助理國防部長（網絡與資訊整合）辦公室研究主任大卫·艾伯茨（David S. Alberts,  Director of Research, OASD-NII ）和迈特公司的弗雷德·斯坦（Fred Stein, Mitre Corporation）寫了一本書「Network Centric Warfare （页面存档备份，存于）」，深入討論這些概念。這本書由華盛頓國防部指揮與控制研究計劃（CCRP） （页面存档备份，存于）出版，借鑑商業機構，利用資訊溝通科技以改善形勢分析、準確管理庫存與生產及客户關係之道，發展一套新的戰事理論。
接著於2001年，艾伯茨、加特斯卡、「循證研究」（Evidence Based Research）的理查德·海斯（Richard Hayes）和蘭德公司 （RAND）的大卫·西格诺利（David S. Signori）合寫了一份「理解資訊時代作戰（UIAW） （页面存档备份，存于）」。UIAW由NCW提出的改變開始，試推其後果，以找一套可行的戰爭理論。由一系列環境感應的預設開始，UIAW構想一共分三領域的結構。「物理領域」就是事情發生和感應那裡；那裡出的資料就會傳至資訊領域。那裡的資料處理過後，接著就會進入「認知領域」以評估和用來決策。這種過程抄襲了合衆國空軍上校約翰·博伊德（John Boyd）提出的「觀察、定向、決定、行動」。
2003年，CCRP出版「放權週邊 （页面存档备份，存于）」（Power to the Edge），繼續發展網絡中心戰理論。以其在軍事行動的涵義來說，《放權週邊》是所有論著中最大膽、最革命者。它提到現代軍事環境複雜到沒有一個人，沒有單一組織，甚至沒有單一兵種可以完全明白。現代資訊分享技術快到足以令「週邊單位」（即行動人員）不用集中專業人員來估計他們將要什麼。
網絡中心行動是前任美國國防部長唐纳德·拉姆斯菲尔德推行的國防部轉型的基石；它亦是美國國防部秘書辦公室軍力轉型辦公室五個目標之一。

## 相關技術與計劃

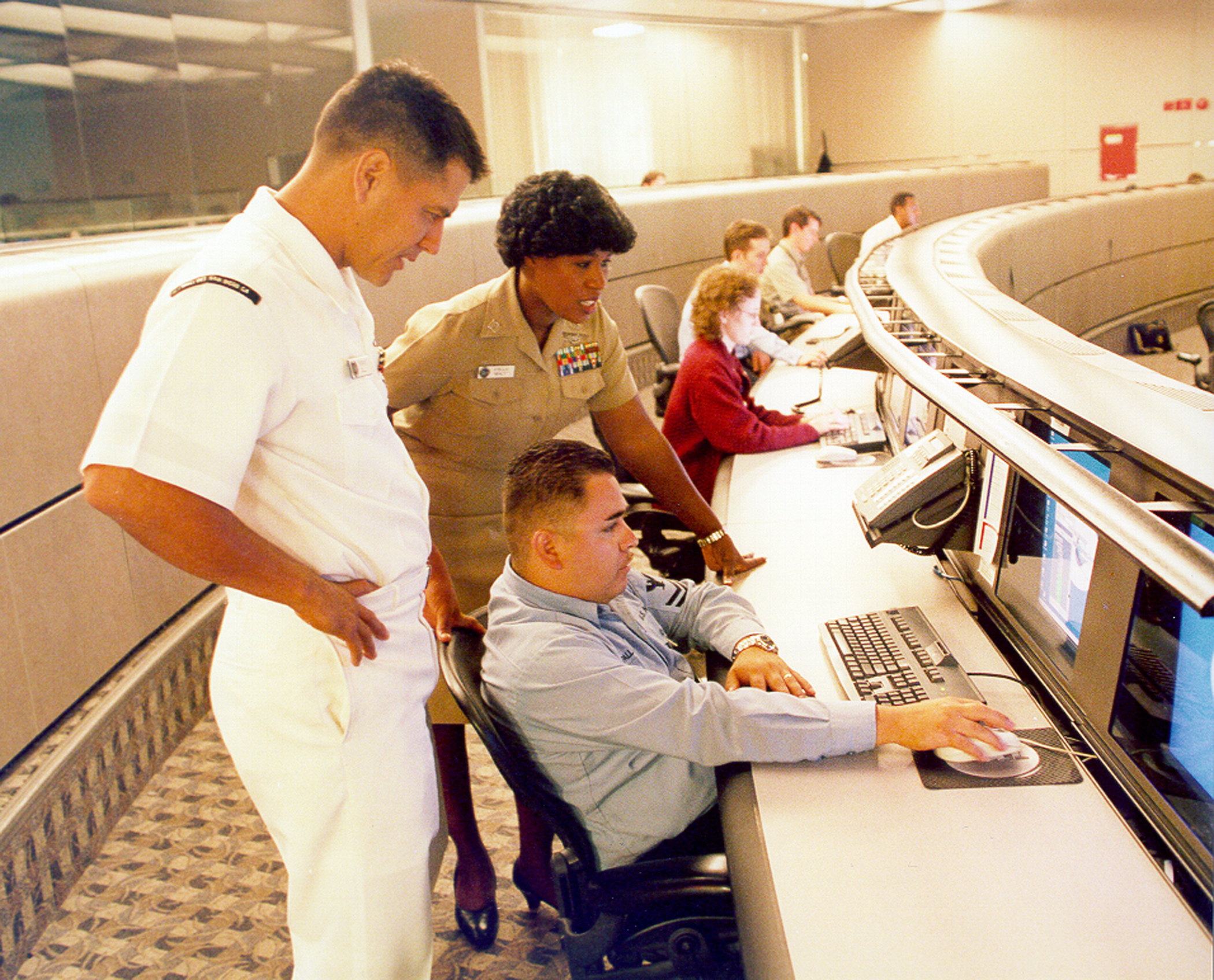
美國海軍戰術數位資訊鏈路終端機

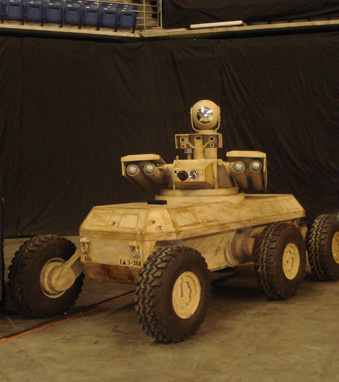
未來戰鬥系統的無人戰車

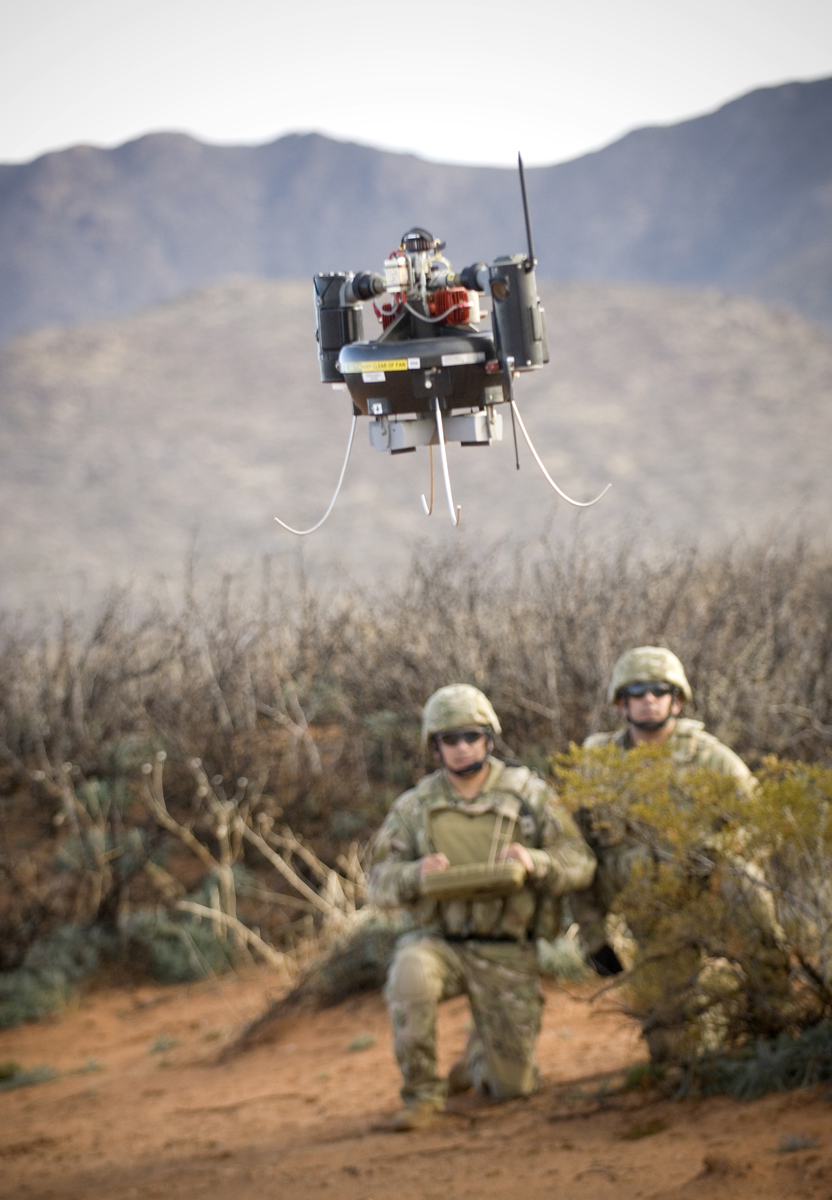
班用無人偵察機

美國國防部指令全球資訊網格將成為支援網絡中心行動的基本技術架構。據此行政指示，全球資訊網格最後還是要包含所有先進的武器平臺、感應器系統及指揮控制中心。系統集成一語就常用來描述這種大規模整合工程。
美國不少重要軍事計劃也都開始試支援網絡中心戰技術；其包括美國海軍的合同聯合迎戰能力（CEC） （页面存档备份，存于）及美國陸軍的未來戰鬥系統（FCS）計劃。
網絡中心相容問題專案（NESI）為每一階段的網絡中心問題，提供符合美國國防部NCW目標的可執行指導。這些指導都來自各指令、政策及命令中的高層次抽象的概念，如網絡中心行動及戰事的參考模型（NCOW RM）和ASD（NII）網絡中心列表。

## 理論基礎
這是其最高層次，美國武裝的網絡中心行動原則模仿團隊作戰概念——即整合協同幾種部隊（由陸軍到空軍到海岸巡邏）的全部能力。這是在聯合作戰原則中的一部份。
網絡中心行動（NCW）理論的假設有：
- 假設一：用極靠得住的網絡聯繫的部隊更能分享資訊；
- 假設二：資訊分享會提升資訊質素及情境意識；
- 假設三：分享情境意識容許合作和自發配合，並增強持久力和指揮速度；
- 假設四：這大大增加行動的效率。

## 結構與設計的困難
- 如何在联合战术无线电系统下整合通信系统？战场通信的软件无线电技术需要向下兼容多种不同的军用和民用系统。

- 如何協調戰區上頻寬的利用？每件流動器材跟每個人員都可以發出無線電波（或者做中繼）。

- 如何在无保密层级的网络间有效传输信息？虽然多级安全系统能部分解决此问题，但信息的传输与否仍需人工决定。

- 如何有效融合来自多个传感器的位置数据？在全球定位系统效果有限的环境中，如建筑物、洞穴、市区或市区峡谷，保持准确的位置意识是困难的。

- 如何保住NCW/NCO通訊机密？這個難處在於：在一般密碼學中，密钥管理已經很難做到，現在還得讓其他人在附近活動。如果要求支援快速部署和可靈活改裝，這就難上加難。

## 國際活動
若想支援多國聯軍活動，就得調和各國網絡的技術、行動各方面。標準協議就是北大西洋公約各國協調技術標準的。
有些不屬北約、但又很想支持例如維持和平、災難反應、人道主義援助等等的非戰鬥軍事行動的國家，就會與他們合作。
網絡中心戰的精神的代價是它忽略個人之間的差異。有人可以解讀這套理論為：由四條基本假設，只須提供通訊架構，其他東西就會自動完成，「軍事效率就會大增」。四基本假設之任一亦有可能反而扼殺了軍事效率。

## 參看
- 美國防部軍力轉型辦公室
- 指揮與控制研究計劃
- 網路戰職能組成司令部
- 戰區
- 集群戰法